# Вилсон (Висконсин)
Вилсон (енгл. Wilson) град је у америчкој савезној држави Висконсин.

## Демографија
По попису из 2010. године број становника је 184, што је 8 (4,5%) становника више него 2000. године.
| Група             | 2000.       | 2010.       |
| Белци             | 166 (94,3%) | 179 (97,3%) |
| Афроамериканци    | 0 (0,0%)    | 0 (0,0%)    |
| Азијати           | 7 (4,0%)    | 0 (0,0%)    |
| Хиспаноамериканци | 2 (1,1%)    | 1 (0,5%)    |
| Укупно            | 176         | 184         |